# Стопановский, Михаил Михайлович
Михаил Михайлович Стопановский (1830, Екатеринослав — 14 [26] марта 1877, Санкт-Петербург) — русский писатель

, журналист и публицист.

## Биография
Михаил Стопановский родился в 1830 году в городе Екатеринославе (ныне Днепр, Украина).
Согласно статье в «РБСП», подписанной Ф. К., лучшим его произведением был роман «Обличители» опубликованный в 1862 году в русском литературном журнале «Отечественные записки».
В том же журнале были напечатаны его: «Записки скупого», «Затерянные люди. Рассказ на приезд начальника губернии», «В уездной глуши».
Стопановский помещал свои произведения и в других журналах и альманахах: «Старая школа» («Современник», 1861 г.), «M-r Отрепьев и M-me Боярышникова. Губернские очерки» («Время», 1861 г. № 8), «Тёмные люди», повесть («Невский сборник», издано Курочкиным, т. I, СПб. 1867 г.) и стихотворение «Citta dolenta» («Дело», 1867 г., № 10, стр. 318).
В «Искре» 1870-х гг. Стопановский «с большим успехом и талантом» вёл провинциальный отдел.
Михаил Михайлович Стопановский умер 14 марта 1877 года в городе Санкт-Петербурге.